# Вика (Хунедоара)
Вика (рум. Vica) насеље је у Румунији у округу Хунедоара у општини Гурасада. Oпштина се налази на надморској висини од 303 m.

## Становништво
Према подацима из 2002. године у насељу је живело 63 становника, од којих су сви румунске националности.